# Dobbs & Poensgen
Die Firma S. Dobbs & E. Poensgen mit Sitz in Aachen war einer der ersten Hersteller von Dampflokomotiven in Deutschland.

## Geschichte
Samuel Dobbs, der zu den Gründern der Firma gehörte, war seit den 1820er Jahren als Techniker mit der stetigen Verbesserung der von ihm entwickelten Dampfmaschinensysteme befasst. Im Jahre 1832 schied er bei der Firma Englerth, Reuleaux & Dobbs aus und war zunächst mit Franz Nellessen von 1833 bis 1836 und darauf mit Eduard Poensgen (1806–1871) von 1837 bis 1841 an zwei weiteren Aachener Maschinenbauunternehmen beteiligt. 
Das letztgenannte Werk erhielt 1837 die Genehmigung zur Errichtung einer Kesselschmiede vor dem Kölner Tor und war einer der ersten Loklieferanten in Deutschland, auf dem die Hoffnung ruhte, durch eine in Deutschland beheimatete Eisenbahnindustrie von den Importen aus England und Belgien unabhängig zu werden. Diese Hoffnung erfüllte sich zunächst nicht, da man insgesamt nur zwei Lokomotiven liefern konnte. Bei beiden Maschinen, die zu den ersten in Deutschland gebauten Dampflokomotiven gehören, lagen die Zylinder in der Rauchkammer. Die unter der Fabriknummer 1 für die Rheinische Eisenbahn-Gesellschaft gebaute 1A1-Lokomotive Carolus Magnus lief am 10. September 1839 zum ersten Mal mit einem Bauzug nach dem Nirmertunnel. Weitere Lieferungen von Lokomotiven sind nicht bekannt. Neben den Dampflokomotiven wurden auch Dampfmaschinen und Dampfkessel hergestellt.
Das Unternehmen Dobbs & Poensgen wurde 1842 versteigert und existiert seither unter diesem Namen nicht mehr.

## Lieferliste der Dampflokomotiven
| Nr. | Bj.  | Bauart | Spurweite | geliefert        | Empfänger/Verbleib                                                           |
| --- | ---- | ------ | --------- | ---------------- | ---------------------------------------------------------------------------- |
| 1   | 1839 | 1A1n2  | 1435 mm   | September 1839   | Rheinische Eisenbahn-Gesellschaft CAROLUS MAGNUS (1841 Umbau; 1856 verkauft) |
| 2   | 1840 | 1A1n2  | 1435 mm   | 16. Februar 1840 | Düsseldorf-Elberfelder Eisenbahn-Gesellschaft DÜSSEL (1847 ++)               |